# Partido del Patrimonio de Zambia
El Partido del Patrimonio de Zambia (HP), es un partido político de Zambia de ideología nacionalista.
Fundado por Godfrey Miyanda en 2001.
En las elecciones de 2001, el partido logró 7,96% de los votos con la candidatura presidencial de su líder, Godfrey Miyanda, mientras que en la Asamblea Nacional lograron 4 escaños parlamentarios con 7,55% de las preferencias.
En los comicios de 2006, el HP obtuvo el cuarto lugar en la carrera presidencial, con 1,6% de los sufragios para su líder. En las presidenciales siguientes (2008), Godfrey Miyanda obtiene 0,76% posicionándose en el cuarto lugar. 
En las elecciones generales de 2011, Miyanda fue el candidato a la presidencia logrando 4.730 sufragios correspondientes al 0,17% de los votos. En la Asamblea Nacional lograron un 0,02% y no obtuvieron representantes.